# Danila Iourov
Danila Iourievitch Iourov - en russe : Данила Юрьевич Юров et en anglais : Danila Yurov - (né le 22 décembre 2003 à Tcheliabinsk en Russie) est un joueur russe de hockey sur glace. Il évolue à la position d'attaquant.

## Biographie

### Carrière junior
Iourov commence sa carrière junior avec le Metallourg Magnitogorsk en 2018-2019. Il aide l'équipe des moins de 16 ans à terminer à la 2e place de la Conférence de l'Oural et de la Sibérie de l'Ouest. Il dispute également un match avec les moins de 17 ans en saison régulière, ainsi que les séries finales.
Avant cela, il dispute le tournoi de la Coupe des Districts, représentant l'Oural : en 2016-2017, il termine à la 4e place avec les moins de 14 ans., l'année suivante aussi à la 4e place avec les moins de 15 ans. et en 2018-2019, il est médaillé de bronze avec les moins de 16 ans.
La saison suivante, il joue 19 matchs pour les moins de 17 ans, puis intègre le contingent du Stalnye Lissy, le club-école du Metallourg en MHL. Il dispute avec eux 18 matchs de saison régulière., ainsi que 5 matchs de séries éliminatoires. Le 25 mars 2020, la ligue annule la fin de saison en raison de la pandémie de Covid-19.
Lors de la 2020-2021, il obtient 25 points en 23 rencontres de saison régulière, ainsi que 3 points en 3 matchs de série éliminatoire. son équipe est éliminée en huitièmes de finale.
Au cours de la 2021-2022, il dispute 23 matchs de saison régulière pour 36 points et 2 matchs de séries éliminatoires, où il marque un but. Son équipe est éliminée en quarts de finale.

### En club
Iourov commence sa carrière professionnelle avec le Metallourg Magnitogorsk en KHL, lors de la saison 2020-2021. Il dispute son premier match le 24 septembre 2020, une défaite 1-4 face au HK Vitiaz. Il inscrit ses premiers points, un but et une passe, le 23 octobre 2020, une victoire 5-4 face au Severstal Tcherepovets. Son équipe est éliminée au stade des huitièmes de finale des séries éliminatoires par le Barys.
La saison suivante, il dispute 21 matchs, n'inscrivant aucun point pour le Metallourg, mais l'aidant à terminer premier de sa conférence. Lors des séries éliminatoires, il dispute 19 rencontres pour 0 point. Son club s'incline en finale de la Coupe Gagarine face au CSKA Moscou.
En prévision du repêchage de 2022, la centrale de recrutement de la LNH le classe au 7e rang des espoirs européens chez les patineurs. Il est sélectionné au 24e rang par le Wild du Minnesota.
Il remporte la Coupe Gagarine 2024 avec Magnitogorsk.

### En équipe nationale
Iourov représente la Russie, il intègre le contingent des moins de 16 ans en 2018-2019.
Il participe au Défi mondial des moins de 17 ans en 2019. La Russie remporte la compétition, battant en finale la États-Unis sur le score de 6-2.
Il dispute le Championnat du monde moins de 18 ans en 2019. La Russie remporte la médaille d'argent, s'inclinant en finale face à la Suède sur le score de 3-4.
Il prend part au Championnat du monde junior en 2022. À la suite de nombreux cas de Covid-19 déclarés dans plusieurs équipes, le tournoi est annulé.

## Statistiques

### En club
| Saison    | Équipe                      | Ligue   |                   | Saison régulière  | Saison régulière  | Saison régulière  | Saison régulière  | Saison régulière |   | Séries éliminatoires | Séries éliminatoires | Séries éliminatoires | Séries éliminatoires | Séries éliminatoires |
| Saison    | Équipe                      | Ligue   | PJ                | B                 | A                 | Pts               | Pun               | PJ               | B | A                    | Pts                  | Pun                  |                      |                      |
| 2016-2017 | Équipe Oural M14            | CD M14  | 6                 | 1                 | 3                 | 4                 | 0                 | -                | - | -                    | -                    | -                    |                      |                      |
| 2017-2018 | Équipe Oural M15            | CD M15  | 6                 | 4                 | 4                 | 8                 | 0                 | -                | - | -                    | -                    | -                    |                      |                      |
| 2018-2019 | Metallourg Magnitogorsk M16 | LHR M16 | 35                | 25                | 35                | 60                | 22                | -                | - | -                    | -                    | -                    |                      |                      |
| 2018-2019 | Metallourg Magnitogorsk M17 | LHR M17 | 1                 | 0                 | 4                 | 4                 | 0                 | -                | - | -                    | -                    | -                    |                      |                      |
| 2018-2019 | Équipe Oural M16            | CD M16  | 8                 | 4                 | 8                 | 12                | 4                 | -                | - | -                    | -                    | -                    |                      |                      |
| 2019-2020 | Metallourg Magnitogorsk M17 | LHR M17 | 19                | 7                 | 20                | 27                | 14                | 7                | 4 | 5                    | 9                    | 8                    |                      |                      |
| 2019-2020 | Stalnye Lissy               | MHL     | 18                | 6                 | 7                 | 13                | 6                 | 5                | 0 | 0                    | 0                    | 0                    |                      |                      |
| 2020-2021 | Metallourg Magnitogorsk     | KHL     | 21                | 1                 | 1                 | 2                 | 0                 | 3                | 1 | 0                    | 1                    | 0                    |                      |                      |
| 2020-2021 | Stalnye Lissy               | MHL     | 23                | 13                | 12                | 25                | 8                 | 3                | 2 | 1                    | 3                    | 2                    |                      |                      |
| 2021-2022 | Stalnye Lissy               | MHL     | 23                | 13                | 23                | 36                | 8                 | 2                | 1 | 0                    | 1                    | 0                    |                      |                      |
| 2021-2022 | Metallourg Magnitogorsk     | KHL     | 21                | 0                 | 0                 | 0                 | 2                 | 19               | 0 | 0                    | 0                    | 0                    |                      |                      |
| 2022-2023 | Stalnye Lissy               | MHL     | 12                | 4                 | 11                | 15                | 6                 | -                | - | -                    | -                    | -                    |                      |                      |
| 2022-2023 | Metallourg Magnitogorsk     | KHL     | 59                | 6                 | 6                 | 12                | 8                 | 11               | 0 | 0                    | 0                    | 2                    |                      |                      |
| 2023-2024 | Metallourg Magnitogorsk     | KHL     | 62                | 21                | 28                | 49                | 35                | 23               | 6 | 3                    | 9                    | 12                   |                      |                      |
| 2024-2025 | Metallourg Magnitogorsk     | KHL     | Saison en cours ? | Saison en cours ? | Saison en cours ? | Saison en cours ? | Saison en cours ? |                  |   |                      |                      |                      |                      |                      |

### En équipe nationale
| Année     | Équipe     | Compétition                          |    | PJ | B  | A  | Pts | Pun                 |  | Résultat |
| 2018-2019 | Russie M16 | International                        | 9  | 2  | 2  | 3  | 2   |                     |  |          |
| 2019      | Russie M17 | Défi mondial des moins de 17 ans     | 6  | 2  | 6  | 8  | 0   | 1re place           |  |          |
| 2019-2020 | Russie M17 | International                        | 10 | 3  | 11 | 14 | 0   |                     |  |          |
| 2021      | Russie M18 | Championnat du monde moins de 18 ans | 7  | 4  | 7  | 11 | 2   | 2e place            |  |          |
| 2022      | Russie M20 | Championnat du monde U20             | 2  | 1  | 0  | 1  | 4   | Compétition annulée |  |          |

## Trophées et honneurs personnels

### Championnat de Russie des moins de 16 ans
- 2018-2019 : champion avec l'Avangard Omsk.

### Coupe des District
- 2018-2019 : médaille d'or des moins de 15 ans avec l'équipe de la Sibérie.

### Défi mondial des moins de 17 ans
- 2019-2020 : médaille d'or avec la Russie.

### Championnat du monde moins de 18 ans
- 2020-2021 : médaille d'argent avec la Russie.